# Lockheed P-2 Neptune
Lockheed P-2 Neptune (định danh gốc là P2V cho đến tháng 9 năm 1962) là một loại máy bay chống ngầm và tuần tra biển của Hoa Kỳ.

## Biến thể

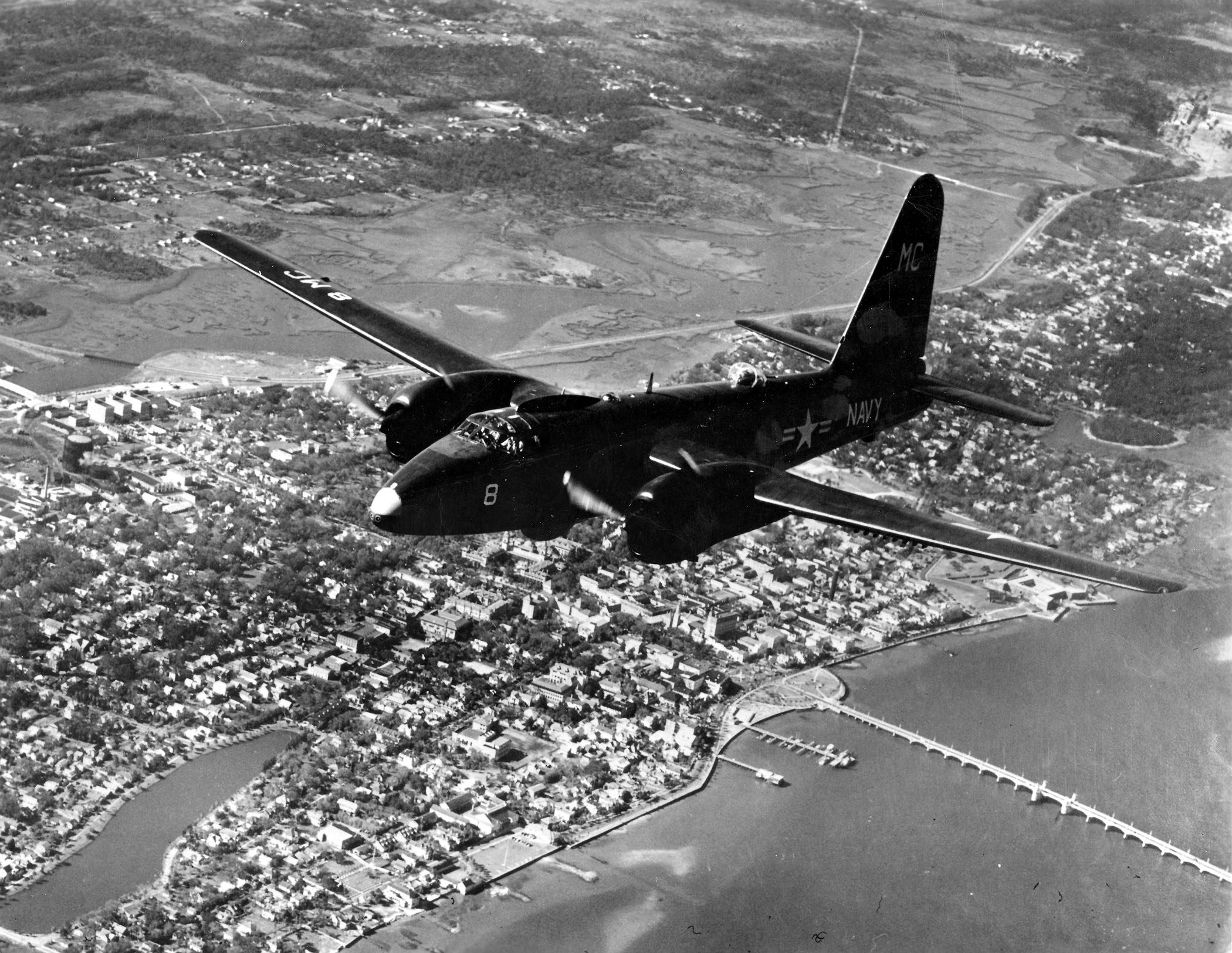
P2V-3 thuộc VP-5 năm 1953

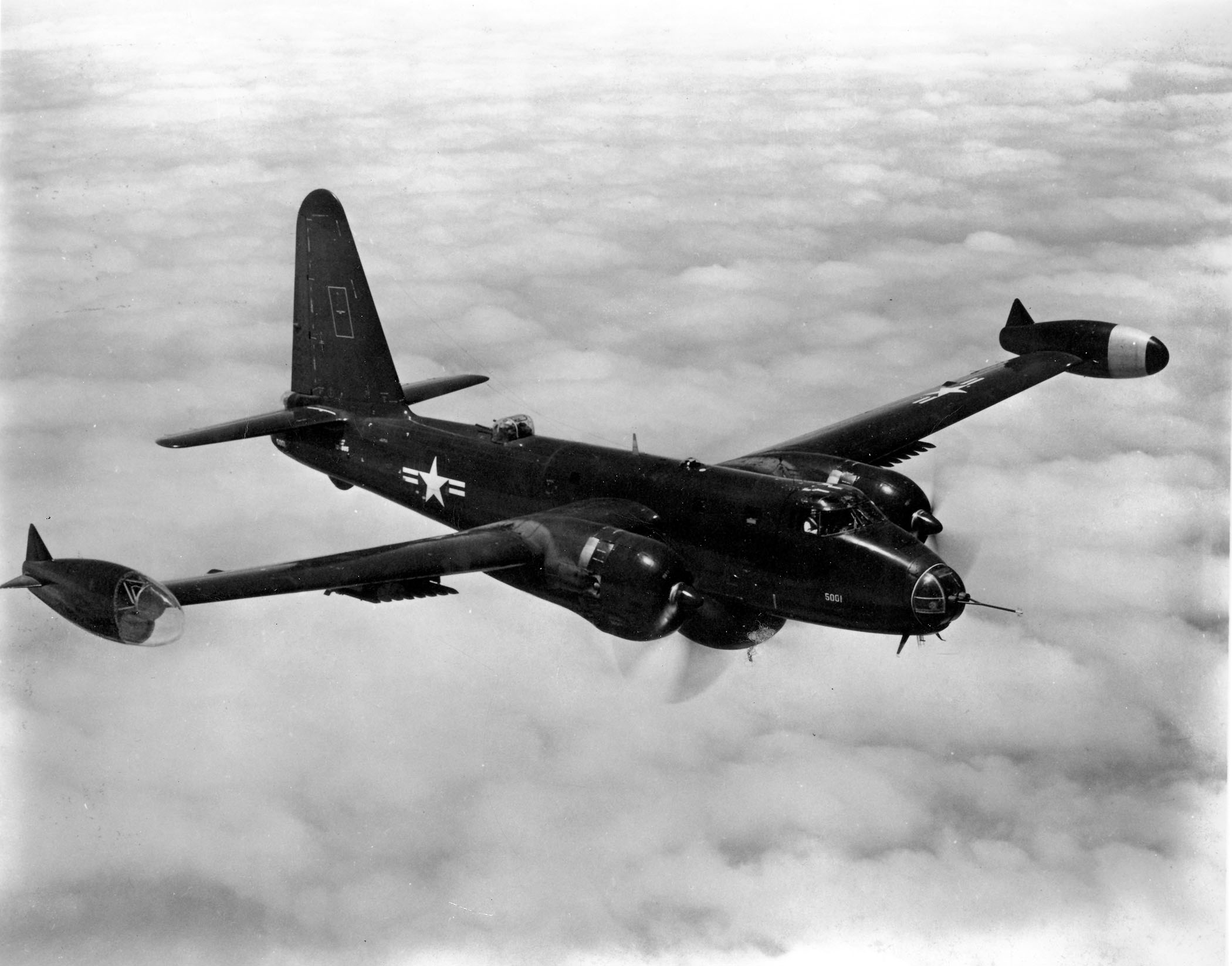
P2V-5 với tháp pháo mũi năm 1952

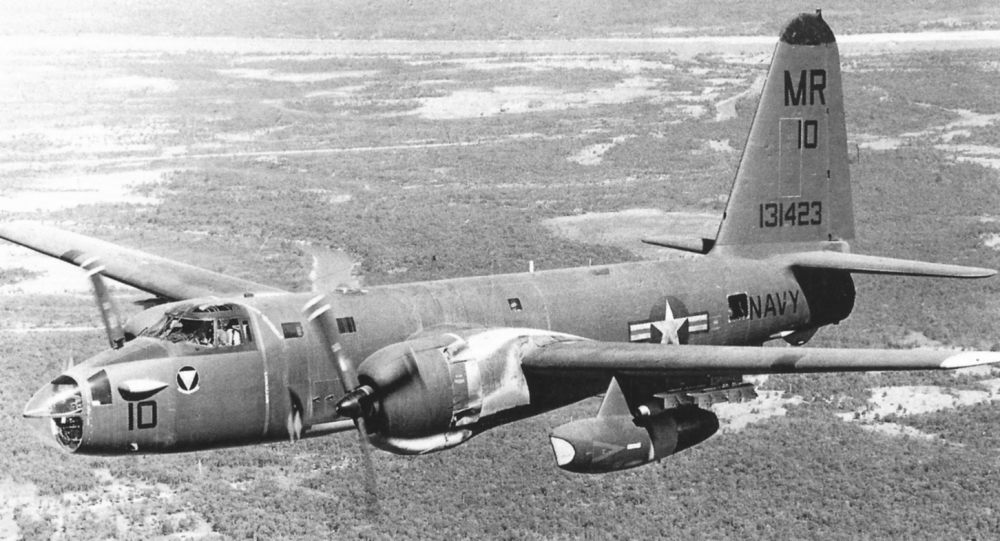
OP-2E thuộc VO-67 năm 1967/68 trên chiến trường Lào

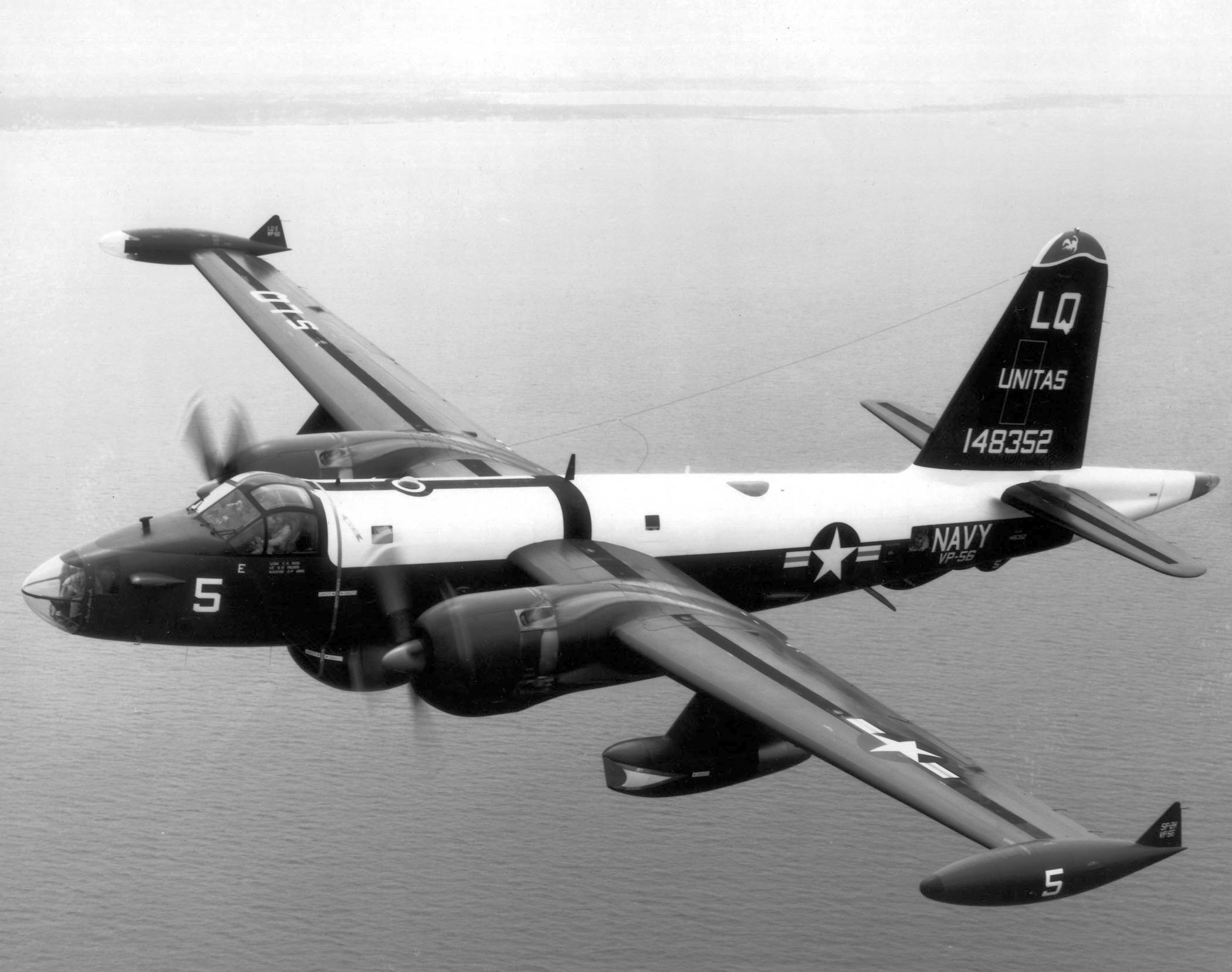
P-2H thuộc VP-56 năm 1963

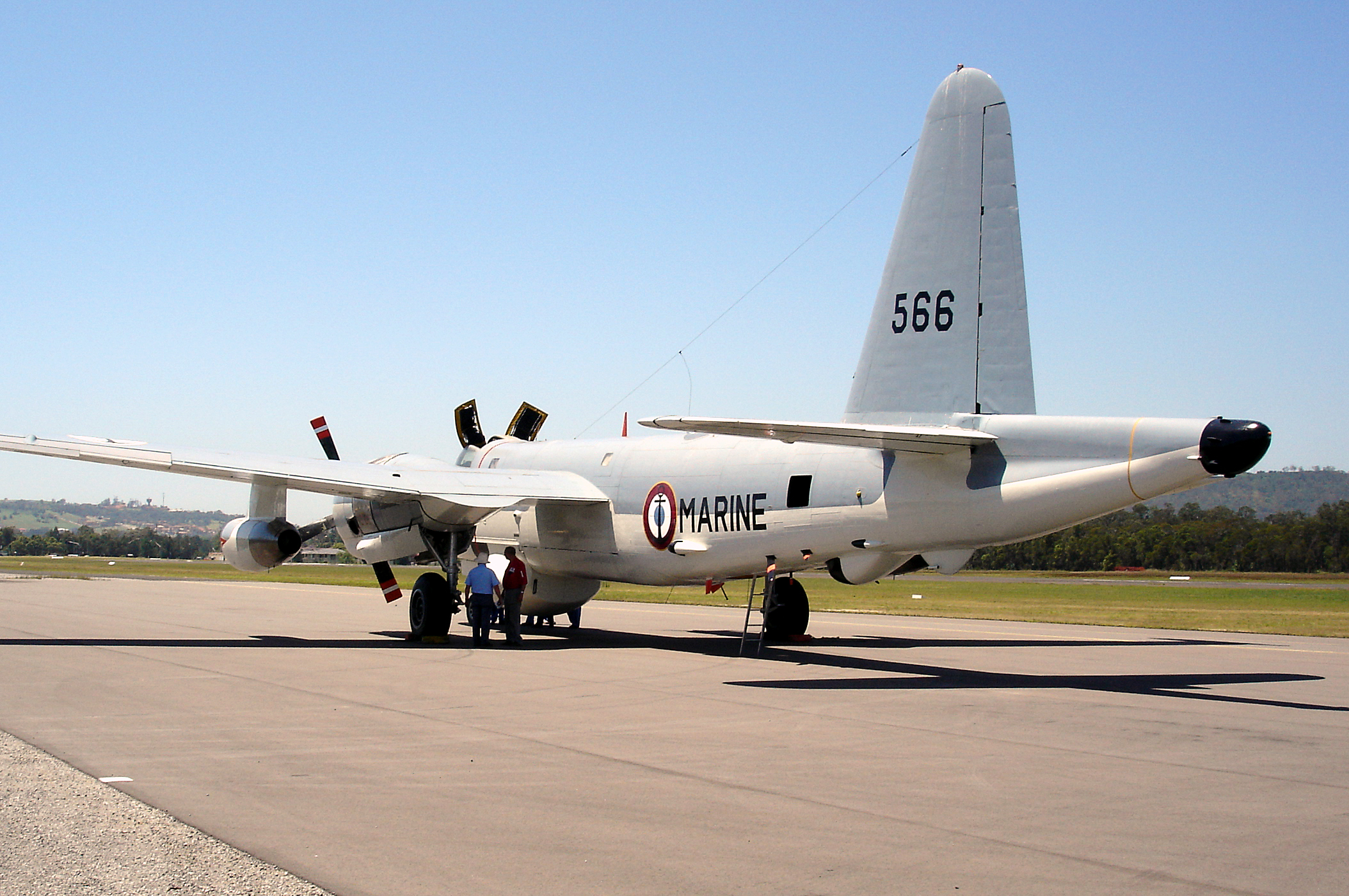
P-2H của Pháp tại Australia, 2004

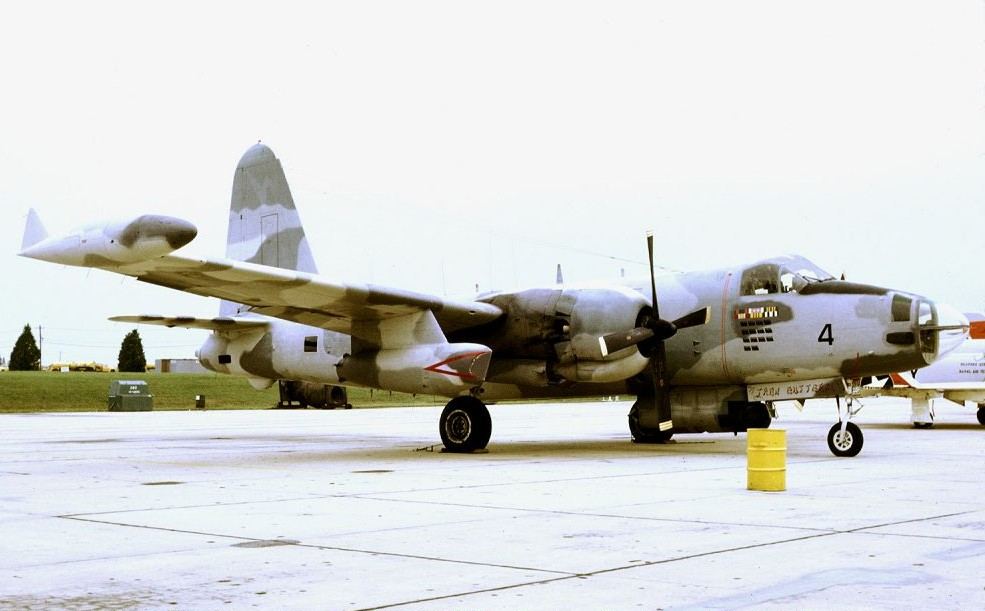
AP-2H thuộc VAH-21 của Hải quân Hoa Kỳ

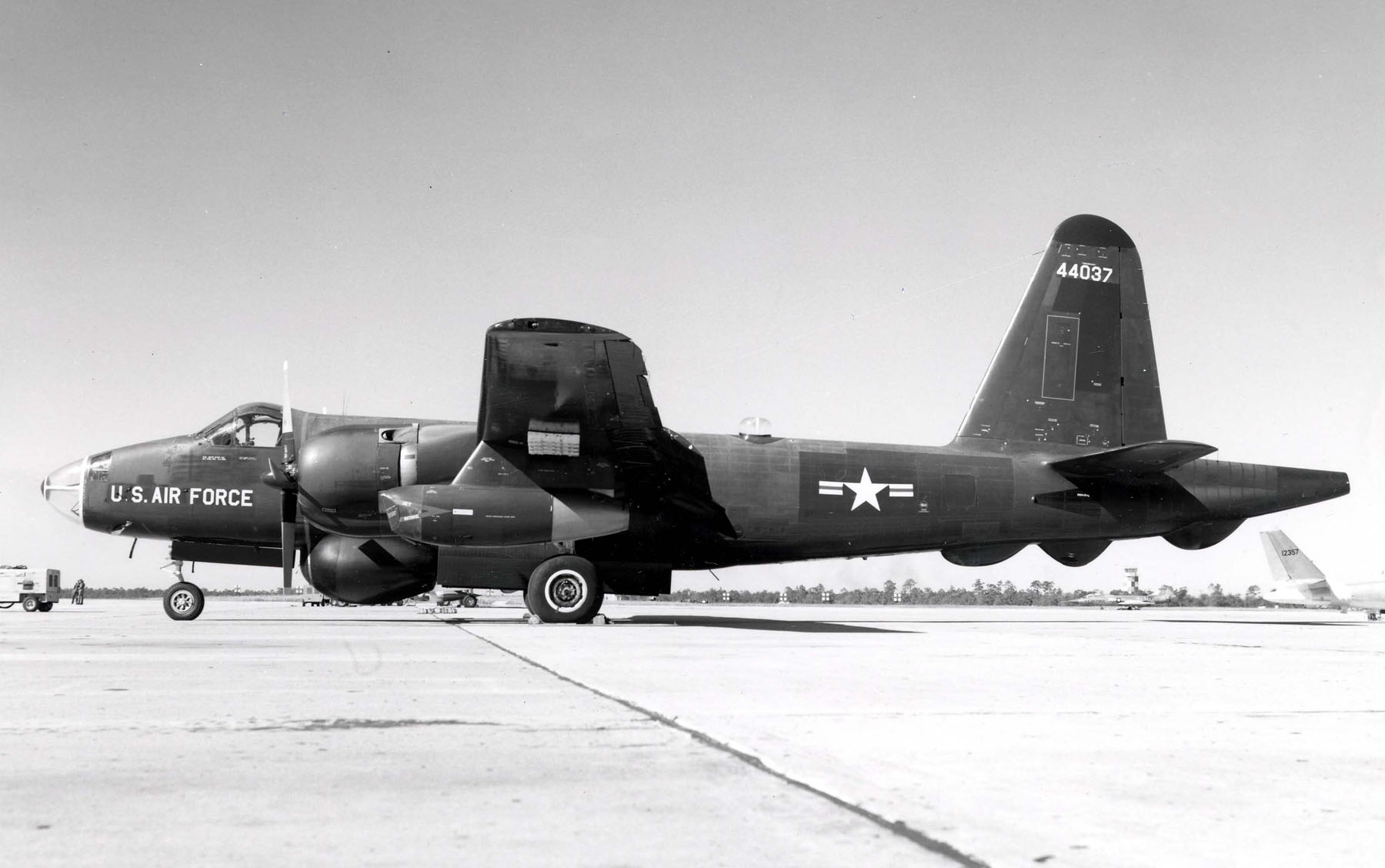
RB-69A thuộc CIA, sơn biểu tượng của không quân Hoa Kỳ tại Căn cứ không quân Eglin, Florida năm 1957.

XP2V-1
P2V-1
XP2V-2
P2V-2
P2V-2N "Polar Bear"
P2V-2S
P2V-3
P2V-3B
P2V-3C
P2V-3W
P2V-3Z
P2V-4
P2V-5
P2V-5F
P2V-5FD
P2V-5F converted for drone launch missions. All weaponry deleted. Redesignated DP-2E in 1962.
P2V-5FE
P2V-5FS
AP-2E
NP-2E
OP-2E
P2V-6
P2V-6B
P2V-6F
P2V-6T
P2V-7
P2V-7B
P2V-7LP
P2V-7S
P2V-7U
AP-2H
DP-2H
EP-2H
NP-2H
RB-69A
SC-139
Neptune MR.1
CP-122 Neptune
Kawasaki P-2J (P2V-Kai)

## Quốc gia sử dụng

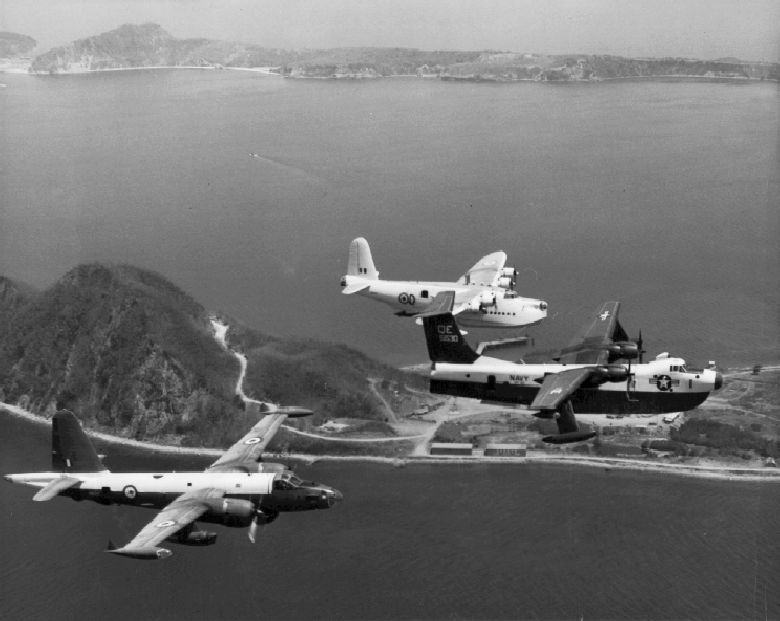
Một chiếc SP-2H thuộc RAAF cùng 1 chiếc P-5 của Hoa Kỳ và 1 chiếc Sunderland của New Zealand năm 1963

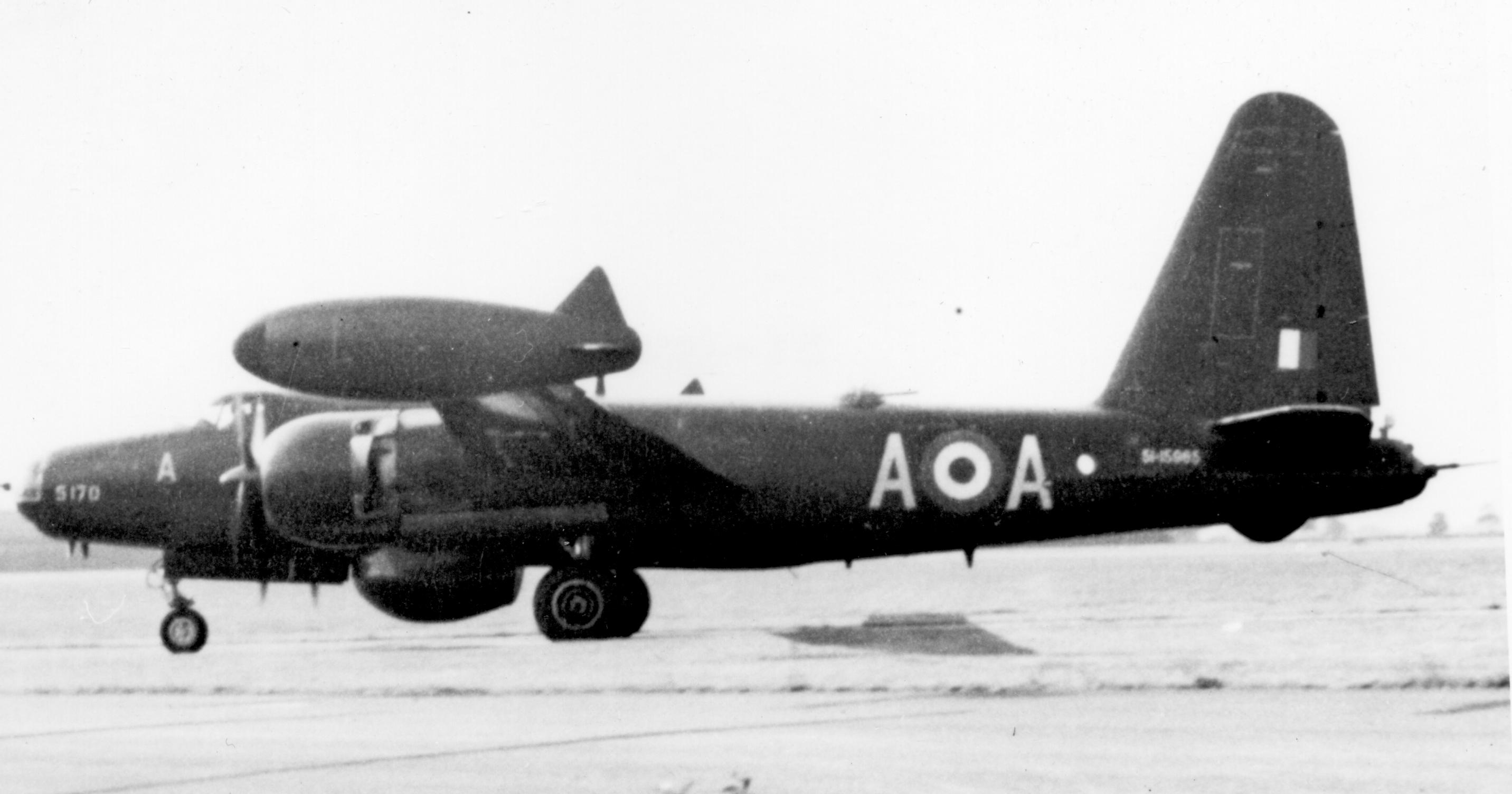
Neptune MR.1 thuộc phi đội 217, Bộ tư lệnh duyên hải, Không quân Hoàng gia Anh năm 1953

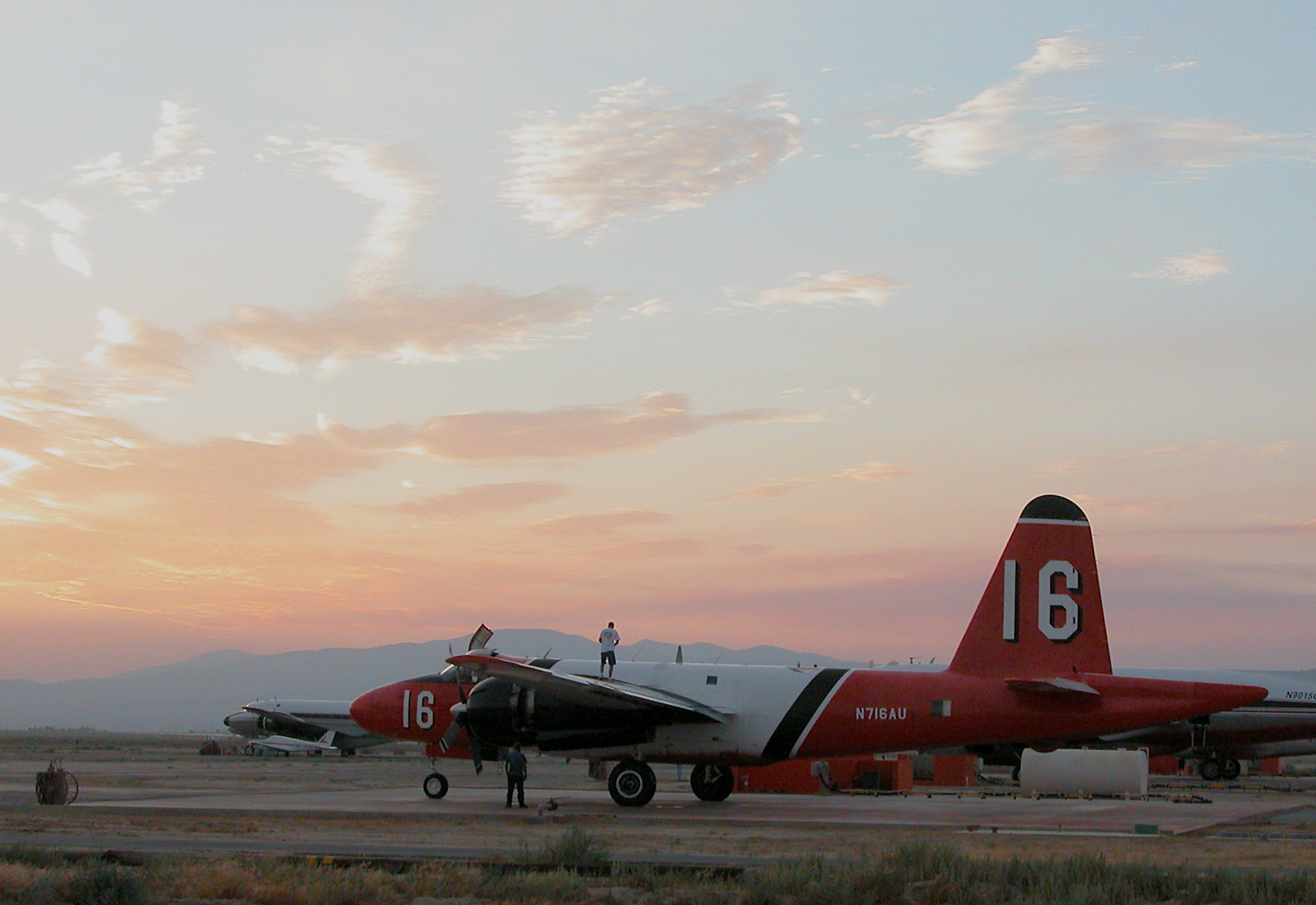
Aero Union P-2 Tanker 16 tại Fox Field năm 2003, không có động cơ phản lực

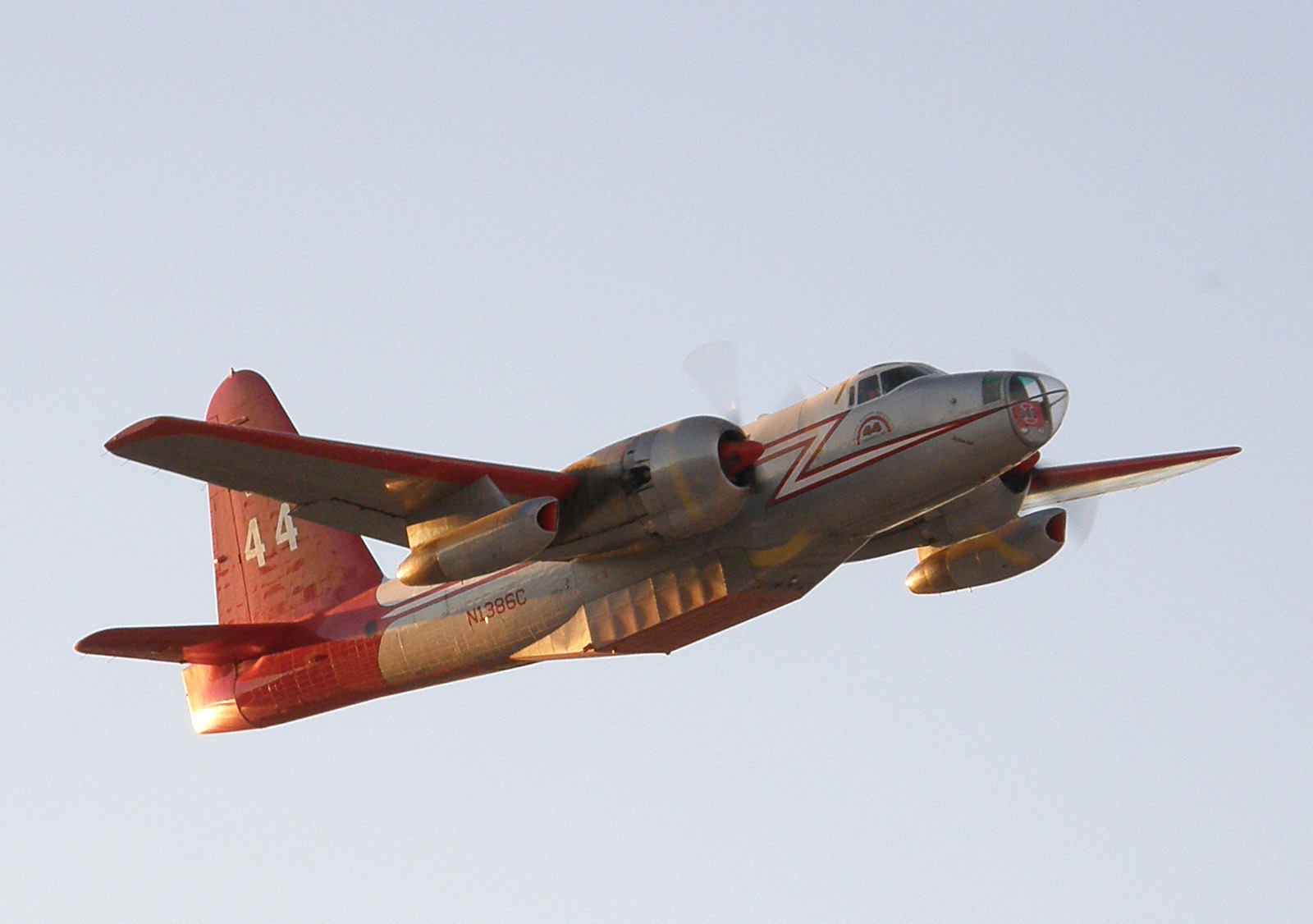
Tanker 44 của Neptune Aviation Services cất cánh từ Fox Field

### Quân sự
Argentina
- Hải quân Argentina – Không quân Hải quân Argentina
  - Escuadrilla Aeronaval de Exploracion[2]

 Úc
- Không quân Hoàng gia Australia

 Brasil
- Không quân Brazil
  - 1°/7° Grupo de Aviação

 Canada
- Không quân Hoàng gia Canada

 Chile
 Pháp
- Hải quân Pháp

 Nhật Bản
- Lực lượng Phòng vệ Biển Nhật Bản

 Hà Lan
- Cục Không quân Hải quân Hà Lan

 Bồ Đào Nha
- Không quân Bồ Đào Nha
  - Esquadra 61, Căn cứ không quân Montijo

 Đài Loan
- Không quân Cộng hòa Trung Hoa

 Anh Quốc
- Không quân Hoàng gia

 Hoa Kỳ
- Lục quân Hoa Kỳ
- Thủy quân Lục chiến Hoa Kỳ
- Hải quân Hoa Kỳ
- Cơ quan Tình báo Trung ương

### Dân sự
- Aero Union
- Minden Air
- Neptune Aviation Services

## Tính năng kỹ chiến thuật

### P2V-3
Dữ liệu lấy từ Combat Aircraft since 1945
Đặc điểm tổng quát
- Kíp lái: 9-11
- Chiều dài: 77 ft 10 in (23,72 m)
- Sải cánh: 100 ft 0 in (30,48 m)
- Chiều cao: 28 ft 4 in (8,56 m)
- Diện tích cánh: 1.000 ft² (92,9 m²)
- Trọng lượng rỗng: 34.875 lb (15.819 kg)
- Trọng lượng cất cánh tối đa: 64.100 lb (29.076 kg)
- Động cơ: 2 × Wright R-3350-26W Cyclone-18 kiểu động cơ piston bố trí tròn, 3.200 hp (2.386 kW)  mỗi chiếc
- Cánh quạt: 3 lá , 1 mỗi động cơ

 Hiệu suất bay 
- Vận tốc cực đại: 278 kn (313 mph) (515 km/h)
- Vận tốc hành trình: 155 kn (174 mph) (286 km/h) (cực đại)
- Tầm bay: 3.458 nmi (3.903 mi) (6.406 km)

Trang bị vũ khí

- Rocket: 2.75 in (70 mm) FFAR
- Bom: 8.000 lb (3.629 kg)

### P-2H (P2V-7)
Dữ liệu lấy từ Combat Aircraft since 1945
Đặc điểm tổng quát
- Kíp lái: 7–9
- Chiều dài: 91 ft 8 in (27,94 m)
- Sải cánh: 103 ft 10 in (31,65 m)
- Chiều cao: 29 ft 4 in (8,94 m)
- Diện tích cánh: 1.000 ft² (92,9 m²)
- Trọng lượng rỗng: 49.935 lb (22.650 kg)
- Trọng lượng cất cánh tối đa: 79.895 lb (35.240 kg)
- Động cơ:
  - 2 × Westinghouse J34-WE-34 kiểu động cơ tuốc bin phản lực, 3.400 lbf (15,1 kN)  mỗi chiếc
  - 2 × Wright R-3350-32W Cyclone kiểu động cơ piston bố trí tròn, 3.700 hp (2.759 kW)  mỗi chiếc
    - Cánh quạt: 4 lá cánh quạt, 1 mỗi động cơ

 Hiệu suất bay 
- Vận tốc cực đại: 316 kn (363 mp/h) (586 km/h) (tất cả động cơ)
- Vận tốc hành trình: 180 kn (207 mp/h) (333 km/h) (cực đại)
- Tầm bay: 1.912 nmi (2.157 mi) (3.540 km)
- Trần bay: 22.400 ft (6.827 m)

Trang bị vũ khí

- Rocket: 2.75 in (70 mm) FFAR
- Bom: 8.000 lb (3,629 kg)